# Castiel

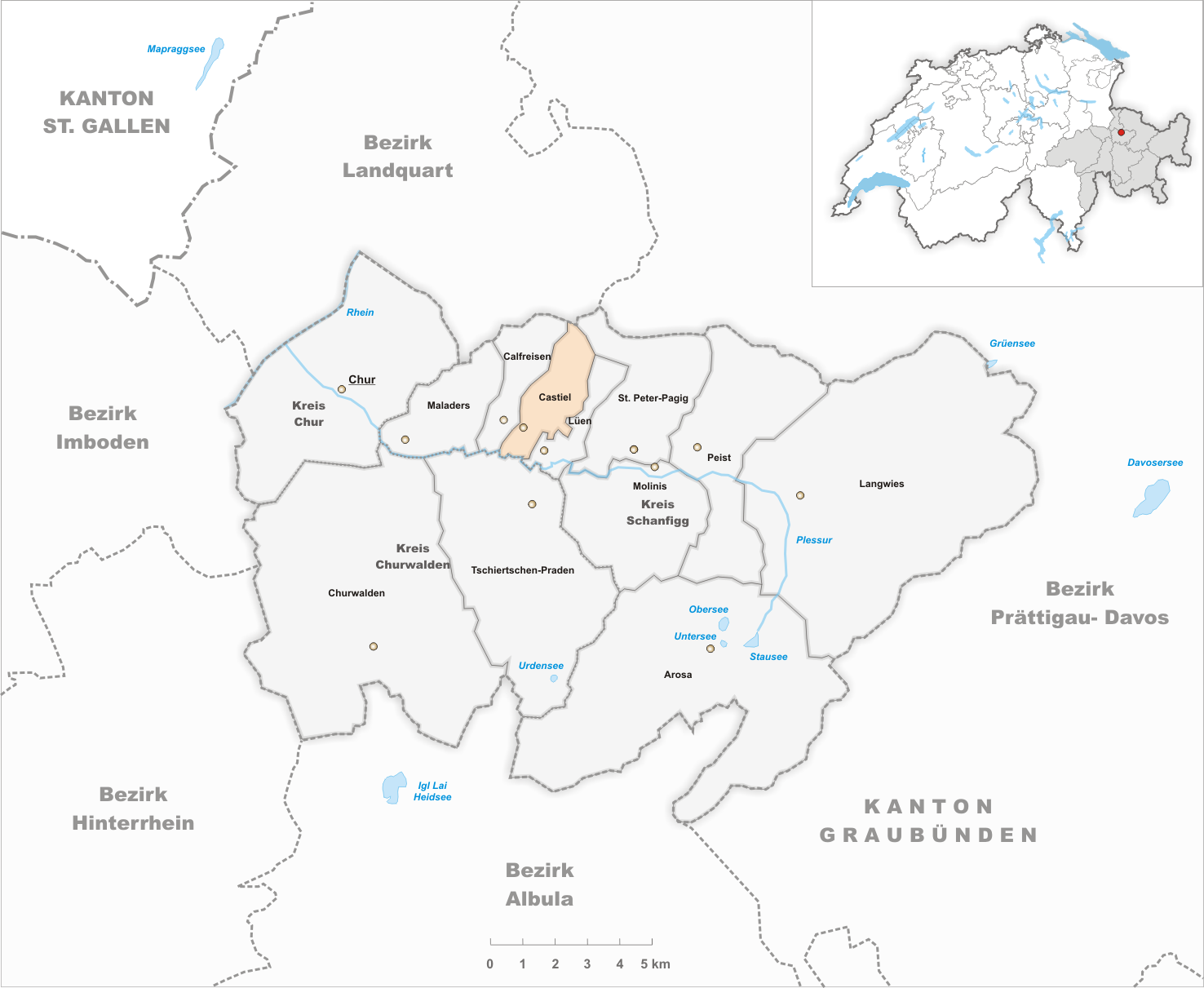
Gemeindestand vor der Fusion am 31. Dezember 2012

Castiel ([kɐˈʃtiə̯l]ⓘ) ist eine Fraktion der Gemeinde Arosa, Kanton Graubünden.
Bis Ende 2012 bildete sie eine eigenständige Gemeinde. Am 1. Januar 2013 schloss sich Castiel mit den bis dahin ebenfalls selbständigen Gemeinden Calfreisen, Langwies, Lüen, Molinis, Peist und St. Peter-Pagig der Gemeinde Arosa an.

## Geographie
Castiel liegt sechs Kilometer (Luftlinie) östlich von Chur auf der nördlichen Talseite des Schanfiggs. Als schmaler Streifen, im Westen vom wilden Castieler Tobel begrenzt, erstreckt sich das ehemalige Gemeindegebiet von der Plessur (rund 750 m) bis zum Grat der Hochwangkette, wo nahe dem Tüfelsch Chopf mit 2455 Metern der höchste Punkt erreicht wird. Das aus den beiden Ortsteilen Oberdorf und Unterdorf bestehende Dorf liegt auf einem Sporn an der Flanke des Castieler Tobels.
Vom gesamten ehemaligen Gemeindegebiet von 541 Hektar sind 266 Hektar von Wald und Gehölz bedeckt. Immerhin 233 Hektar sind landwirtschaftliche Nutzfläche (meist Alpwirtschaften). Weitere 32 Hektar sind unproduktive Fläche (meist Gebirge) und 10 Hektar Siedlungsfläche.

## Geschichte
Obwohl erst 1132 als Castellum erwähnt, ist der Ort bereits seit etwa 1500 v. Chr. besiedelt. Der Ortsname (lateinisch für Burg) bezieht sich auf die Befestigungsanlagen des Hügels Carschlingg bei der heutigen Dorfkirche, wo man beim Bau des Schulhauses Siedlungsreste und Gegenstände aus der Bronzezeit, Eisenzeit, Römerzeit und dem frühen Mittelalter fand.
Nach Auflassung oder eingeschränkter Benützung fand im 6. und 7. Jahrhundert eine Neubelebung mit Holz- und Steinbauten sowie Bering statt. Noch vor der Karolingerzeit scheint der Platz verlassen worden zu sein. Belege für eine vielfach vermutete hochmittelalterliche Burganlage fehlen. Das Geschlecht der de Castello (bis Ende 12. Jahrhundert), das eine kleine Grundherrschaft innehatte, schenkte 1132 seinen Kirchenanteil samt Zehnten dem Churer Hochstift.
Mitte des 12. Jahrhunderts erscheint in Urkunden auch die Georgskirche, nach der das Dorf zeitweilig den Namen St. Jörgen trug. Bis ca. 1200 war der Landesausbau des mittleren Schanfigg weitgehend abgeschlossen. Den Vazern als bischöflichen Lehensnehmern folgten 1338 die Werdenberger, 1363 erstmals die Toggenburger. Als Nachbarschaft der Gerichtsgemeinde Sankt Peter schloss sich Castiel 1436 dem Zehngerichtenbund an. Landesherren waren ab 1437 die Montforter, nach 1471 die Matscher, ab 1479 Österreich. Die Herrschaftsrechte wurden 1652 ausgekauft, die bischöflichen Lehensrechte 1657.
Die Reformation erfolgte um ca. 1530. Noch 1570 romanisch, ist Castiel seit dem 17. Jahrhundert deutschsprachig. Wie die Ortsmundart zeigt, erreichte die Verdeutschung den Ort nicht vom ostschweizerischen Churer Rheintal, sondern vom talaufwärts gelegenen walserischen Langwies her (siehe Schanfigg#Bevölkerung und Sprache).
Das Podestatshaus aus dem Jahr 1619 ist das einzige bedeutende Bürgerhaus des Tals. 1875 bis 1877 wurde die Fahrstrasse erbaut.

## Wappen
| Wappen von Castiel | Blasonierung: «In Gold stehend St. Georg mit silbernem Nimbus, in blauer Rüstung, den grünen Drachen tötend.»      |
| Wappen von Castiel | Das dem Gemeindesiegel nachgebildete Wappen zeigt den Patron der Castieler Kirche. Farben des Zehngerichtenbundes. |

## Bevölkerung
| Bevölkerungsentwicklung | Bevölkerungsentwicklung | Bevölkerungsentwicklung | Bevölkerungsentwicklung | Bevölkerungsentwicklung | Bevölkerungsentwicklung | Bevölkerungsentwicklung |
| ----------------------- | ----------------------- | ----------------------- | ----------------------- | ----------------------- | ----------------------- | ----------------------- |
| Jahr                    | 1808                    | 1850                    | 1900                    | 1950                    | 2000                    | 2005                    |
| Einwohnerzahl           | 54                      | 72                      | 90                      | 92                      | 119                     | 128                     |
| Quelle                  | [ 1 ]                   | [ 1 ]                   | [ 1 ]                   | [ 1 ]                   | [ 1 ]                   |                         |

Von den Ende 2004 123 Bewohnern waren 116 Schweizer Bürger.

## Wirtschaft
Das ländlich geprägte Dorf entwickelte sich in den letzten Jahrzehnten auch zu einer Pendlerwohngemeinde.

## Verkehr

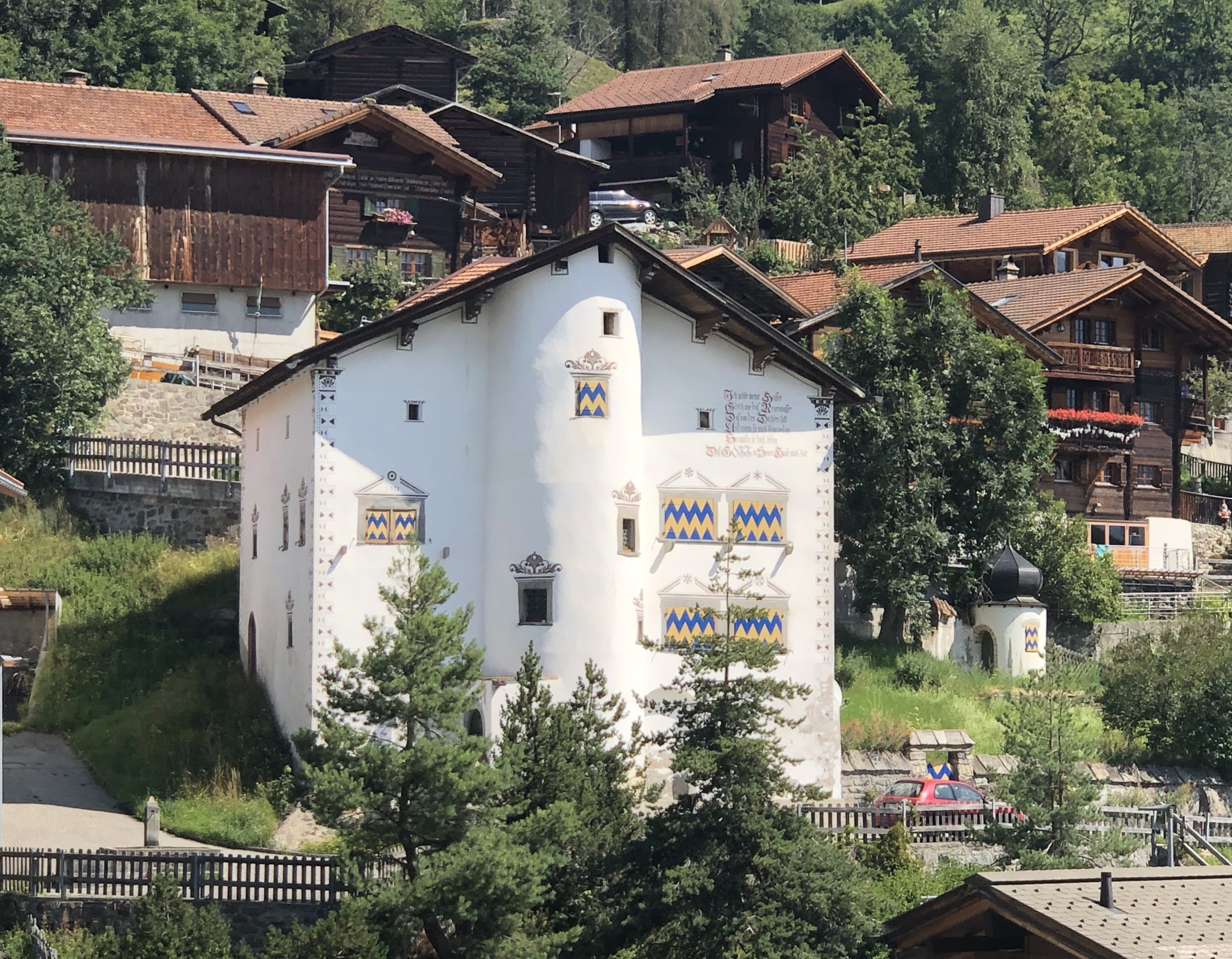
Podestatshaus

Castiel liegt an der Kantonsstrasse von Chur nach Arosa, der Schanfiggerstrasse, welche die topographisch schwierige, steinschlaggefährdete Partie im Castieler Tobel seit 2004 mit einer rund 300 m langen Brücke überwindet. Die ehemalige Gemeinde ist seit dem 15. Mai 1940 durch eine Postautoverbindung (heute Postautolinie Chur–Peist) ans Netz des öffentlichen Verkehrs angeschlossen. Seither hat die weit unterhalb des Dorfes gelegene Station Lüen-Castiel der Bahnstrecke Chur–Arosa der Rhätischen Bahn nur untergeordnete Bedeutung. Nach der Gemeinde benannt ist das von der Rhätischen Bahn befahrene Castielertobel-Viadukt.

## Sehenswürdigkeiten
In aussichtsreicher Lage an der Spitze des Bergsporns thront die reformierte Kirche, ehemals St. Georg, ein einheitlich spätgotischer Bau vom Anfang des 16. Jahrhunderts. Als bedeutendstes Bürgerhaus des Tales gilt das 1619 für den Podestà und Landammann Schmidt erbaute Podestatshaus (auch Tobelhaus genannt), das sich mit seiner weissen Fassade von den umliegenden walserischen Holzhäusern abhebt.
Unterhalb Castiel liegt das aus Traubeneichen bestehende Sonderwaldreservat «Eichwald».